# Elettroencefalogramma dinamico Holter
L'elettroencefalogramma dinamico Holter è una metodica neuro-diagnostica per la valutazione funzionale dell'encefalo. Si distingue dall'elettroencefalogramma ordinario per la maggior durata della registrazione.

## Descrizione

### EEG classico
L'elettroencefalogramma (EEG) consiste nella registrazione dei potenziali bio-elettrici derivati mediante elettrodi dalla superficie cranica che originano dall'attività delle aree corticali e sottocorticali cerebrali. L'indicazione all'esame è: 
- la diagnosi delle epilessie, quando le crisi sono brevi o distanziate nel tempo;
- la monitorizzazione nel tempo dell'attività cerebrale in periodi di attività normale del paziente

La metodica standard prevede il posizionamento di elettrodi (secondo il sistema internazionale 10/20) registranti l'attività bio-elettrica sulla testa. Prima del posizionamento del registratore vengono eseguite alcune prove di stimolazione:
- l'iperpnea (HP),
- la stimolazione luminosa intermittente (SLI)
- la deprivazione di sonno.

Il limite principale dell'EEG standard è la breve durata, di circa 20 minuti; durante questo ristretto intervallo, infatti, potrebbero non comparire anomalie della elettrogenesi cerebrale pur in presenza di una diagnosi di epilessia o altro disturbo del sistema nervoso centrale.

### EEG dinamico
L'EEG dinamico ovvia a tale limitazione mediante una registrazione prolungata, della durata di 20-24 ore, dell'attività bio-elettrica cerebrale mediante il collegamento degli elettrodi registranti con un dispositivo portatile di ridotte dimensioni che memorizza l'intero tracciato, consentendo contemporaneamente al paziente di svolgere le comuni attività quotidiane sia durante la veglia che durante il sonno. Tale metodica riveste un ruolo di estrema importanza nella diagnostica delle varie forme di epilessia. Può, inoltre, essere associata una telecamera per uso diurno e, equipaggiata ad infrarossi, per uso notturno allo scopo di documentare disturbi motorio/comportamentali evidenziabili durante gli episodi critici (video-EEG).